# Chuck Holmes
Charles M. „Chuck“ Holmes (* 5. Mai 1945 in Terre Haute, Indiana; † 9. September 2000 in San Francisco) war ein US-amerikanischer Unternehmer, Filmproduzent und Filmregisseur.
Holmes gründete 1972 das Unternehmen Falcon Studios, das in den folgenden Jahrzehnten schwule Pornofilme produzierte. Als Filmregisseur drehte er in den 1970er und 1980er mehrere Pornofilme. Im September 2000 verstarb Holmes an den Folgen von AIDS. Das neue San Francisco LGBT Community Center wurde 2002 nach Holmes benannt. Holmes spendete als Philanthrop an LGBT- und AIDS-Projekte. Nachfolger von Holmes als Präsident des Unternehmens Falcon Studios wurde Terry Mahaffey († 2005).

## Filmografie (Auswahl)
- Blume in Love (1973)
- Lenny (1974)
- Night Moves (1975)
- Der letzte Scharfschütze (The Shootist) (1976)
- The Outlaw Josey Wales (1976)
- Movie Movie (1978)
- Three Warriors (1978)
- Escape from Alcatraz (1979)
- Inchon (1981)
- Ladies and Gentlemen, the Fabulous Stains (1981)
- The Beast Within (1982)
- Going Berserk (1983)